# Acq
Acq é uma comuna no departamento de Pas-de-Calais, norte da França.

## Geografia
Acq é uma aldeia rural situada cerca de 9 km a noroeste de Arras, às margens do rio Scarpe, na junção das rodovias D62 e D49.

## População
| 394                                                              | 413 | 412 | 457 | 511 | 502 | 456 |
| Contagem do censo iniciada em 1962: População sem dupla contagem |     |     |     |     |     |     |

## Locais de interesse
- A igreja de São Géry, datando do século XVI.
- As ruínas do motte de um antigo castelo.
- Dois menires próximos, conhecidos por 'Pedras de Acq'.